# Cour d'appel d'Amiens
La cour d'appel d'Amiens connaît des affaires jugées par les tribunaux de son ressort qui s'étend sur les départements de l'Aisne, de l'Oise, et de la Somme.

## Tribunaux du ressort
| -     | 7 tribunaux judiciaires           | 2 tribunaux de proximité | 9 conseils de prud'hommes         | 5 tribunaux de commerce    |
| ----- | --------------------------------- | ------------------------ | --------------------------------- | -------------------------- |
| Aisne | - Laon - Saint-Quentin - Soissons |                          | - Laon - Saint-Quentin - Soissons | - Saint-Quentin - Soissons |
| Oise  | - Beauvais - Compiègne - Senlis   |                          | - Beauvais - Compiègne - Creil    | - Beauvais - Compiègne     |
| Somme | - Amiens                          | - Abbeville - Péronne    | - Abbeville - Amiens - Péronne    | - Amiens                   |

Le ressort est étendu à la cour d'appel de Douai pour le contentieux technique et général de la sécurité sociale et d'admission à l'aide sociale.

## Organisation

### Premiers présidents
| Nom                       | Date et décret de nomination | Date et décret de nomination |
| ------------------------- | ---------------------------- | ---------------------------- |
| Bernard Fautrel           | 24 juillet 1988              | [ JORF 1 ]                   |
| Claude Parodi             | 24 janvier 1994              | [ JORF 2 ]                   |
| Jean-Pierre Delzoide      | 29 juillet 1997              | [ JORF 3 ]                   |
| Guy Pasquier de Franclieu | 25 mai 2011                  | [ JORF 4 ]                   |
| Alain Girot               | 6 août 2013                  | [ JORF 5 ]                   |
| Catherine Farinelli       | 16 novembre 2017             | [ JORF 6 ]                   |
| Valérie Baudrillard       | 28 octobre 2024              | [ JORF 7 ]                   |

### Procureurs généraux
| Nom                                 | Date et décret de nomination | Date et décret de nomination |
| ----------------------------------- | ---------------------------- | ---------------------------- |
| Jacques Blanc-Jouvan                |                              |                              |
| Roger Lucas                         | 15 juillet 1992              | [ JORF 8 ]                   |
| Jean-Marie Darde                    | 23 mars 1995                 | [ JORF 9 ]                   |
| Olivier de Baynast de Septfontaines | 16 juillet 2004              | [ JORF 10 ]                  |
| Philippe Lemaire                    | 24 novembre 2011             | [ JORF 11 ]                  |
| Jeanne-Marie Vermeulin              | 21 avril 2017                | [ JORF 12 ]                  |
| Brigitte Lamy                       | 1er septembre 2020           | [ JORF 13 ]                  |
| Maryvonne Caillibotte               | 10 janvier 2025              | [ JORF 14 ]                  |

### Chambres
La cour d'appel d'Amiens est divisée en neuf chambres :
1. Première chambre civile
2. Chambre de la protection sociale
3. Chambre de la famille
4. Chambre économique et commerciale
5. Chambre prud'homale
6. Chambre des appels correctionnels
7. Chambre de l'instruction
8. Chambre spéciale des mineurs
9. Chambre de l'application des peines